# Attel
Die Attel ist ein auf dem Hauptstrang fast 40 km langer linker und westlicher Zufluss des Inns in den Landkreisen Ebersberg und dann Rosenheim in Oberbayern, der nahe dem Pfarrdorf Attel von Wasserburg am Inn mündet.

## Name
Das Dorf Attel wurde bereits 806 als Atulla urkundlich erwähnt, der namensgebende Fluss explizit erst 1323 als pei der Aetel. Es liegt die frühzeitliche, indogermanische, wohl keltische Sprachwurzel *adu- mit Ausgangswort *Adulia (‚Wasserlauf‘) zugrunde.

## Geographie

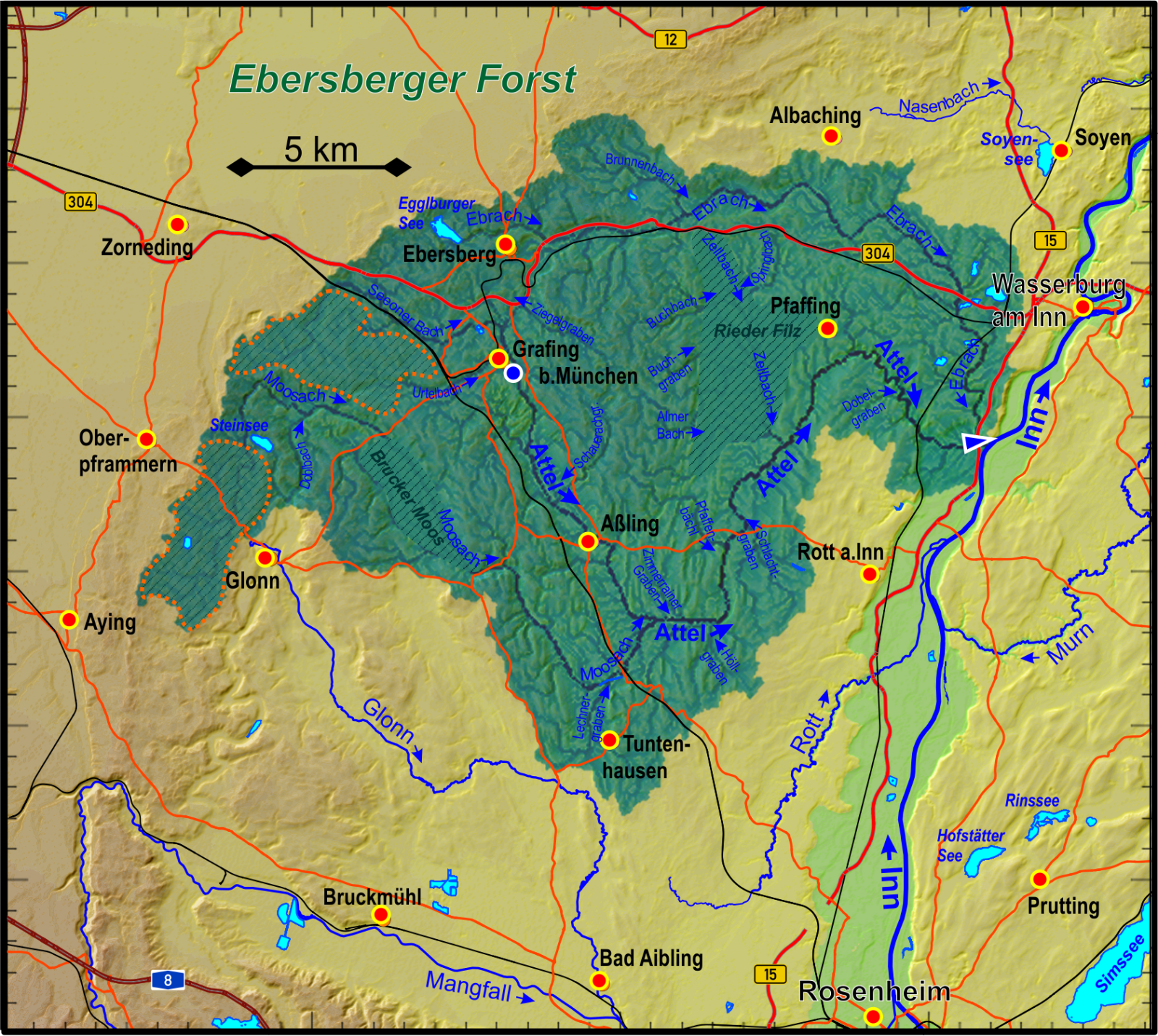
Einzugsgebiet der Attel

### Verlauf
Die Attel entsteht auf etwa 513 m ü. NHN in Grafing, Gemarkung Oexing aus dem Zusammenfluss von linkem Wieshamer Bach und rechtem Urtelbach. Sie fließt anfangs ostwärts und dann südostwärts durch Grafing und Aßling, wendet sich etwas später nordwärts nach Emmering und erreicht über Pfaffing, wo sie sich nach Südosten wendet, Ramerberg. Wenig später nimmt sie beim Wasserburger Weiler Elend die von Norden kommende Ebrach auf und mündet nur etwa 400 m weiter östlich, nachdem sie noch die B 15 unterquert hat, auf etwa 431 m ü. NHN in den Inn. Links über der Mündung steht auf dem Sporn zwischen mündender Ebrach und abfließendem Inn das nach dem Fluss benannte Pfarrdorf Attel ganz im Süden des Stadtgebietes von Wasserburg am Inn. An der Spornspitze befand sich im Ortsbereich früher das Kloster Attel.

## Einzugsgebiet
Die Attel entwässert eine Fläche von etwa 331 km² im bayerischen Voralpenland in geschwungenem Ostlauf zum Inn. Ihr Einzugsgebiet grenzt im Nordosten an das des abwärtigen Inn-Zuflusses Nasenbach, nach ihrem Mündungskeil im Osten dann nacheinander an das von dessen aufwärtigem Zufluss Katzbach noch im Osten und Rott im Südosten. Jenseits der südwestlichen Wasserscheide konkurriert die Glonn vor allem mit ihrem Zufluss Braunau, sie entwässert zum großen Inn-Nebenfluss Mangfall. Im Westen und Nordwesten schließlich grenzt durchweg im weiten und gewässerarmen Waldgebiet vor allem des Ebersberger Forsts das Einzugsgebiet der Isar an.

### Zuflüsse

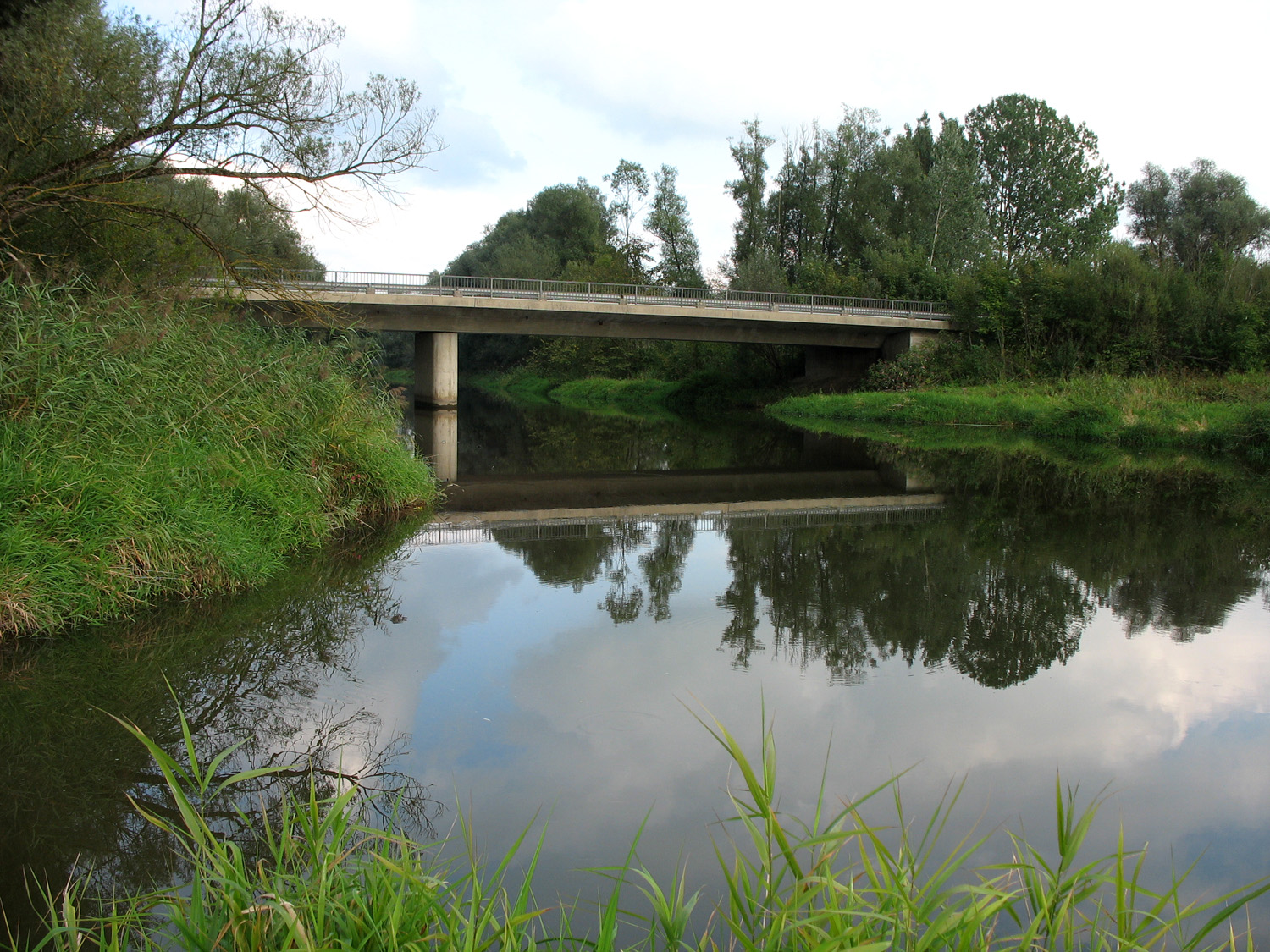
Mündung der Ebrach (von links) in die Attel an der Brücke der B 15 über die Attel (Blick in Fließrichtung)

Hierarchische Liste einer Auswahl der Zuflüsse und  Seen vom Ursprung zur Mündung. Gewässerlänge und Einzugsgebiet möglichst nach Verzeichnis der Bach- und Flussgebiete in Bayern – Flussgebiet Inn des Bayerischen Landesamtes für Umwelt, Stand 2016 (PDF; 2,8 MB) und Höhe nach dem BayernAtlas. Andere Quellen für die Angaben sind vermerkt.
Zusammenfluss der Attel aus linkem Wieshamer Bach und rechtem Urtelbach / rechter Urtel auf etwa 513 m ü. NHN nahe der Mühlenstraße in Grafing bei München, Gemarkung Oexing.
- Wieshamer Bach, linker Oberlauf von Norden, ca. 3,3 km[8] und ca. 31,1 km².[9] Entsteht auf etwa 535 m ü. NHN nördlich von Grafing neben der B 304. Der Bach hat schon vor dem Seeoner Bach den jeweils offiziellen Oberlauf an Länge deutlich übertreffende Zuläufe.
  - Seeoner Bach, von rechts und Westen im Grafinger Norden bei der Heilmannssiedlung auf etwa 518 m ü. NHN, 6,7 km[2] und 19,8 km².[4] Entsteht auf etwa 552 m ü. NHN am Siedlungsrand von Markt Kirchseeon etwas nördlich des Sportplatzes am Beginn des Kirchseeoner Mooses. Übertrifft den offiziellen Oberlaufast des Wieshamer Baches in Länge wie Einzugsgebiet deutlich.
- Urtelbach oder auch Urtel, rechter Oberlauf von Westen, ca. 5,0 km[8] und ca. 8,9 km².[10] Entsteht auf etwa 529 m ü. NHN nördlich des Kirchdorfs Pullenhofen von Markt Bruck im Westerfeld.
- Haidlinger Bach, von rechts
- Mooswiesenbach, von rechts
- Angergraben, von rechts nach Grafing-Henneleiten
- Angergraben (!), von rechts
- Schwarzgraben, von links. Auengraben.
- Schauerachgraben, von links und Nordosten
- Röhrenbach, von links und Nordosten nach der Martermühle von Aßling
- Schwartlinggraben, von rechts und Westen an der Aßlinger Kläranlage
- Loitersbach, von rechts und Südwesten
- Holzener Filzenbach, von rechts gegenüber dem Aßlinger Weiler Holzen. Kurzer Entwässerungsgraben.
- Knauergraben, von rechts. Kurzer Entwässerungsgraben.
Hiernach schwenkt die Attel kurz auf Ostlauf
- Moosach oder auch Faulbach, von rechts und aus dem Westnordwesten auf etwa 480 m ü. NHN noch vor dem Kirchdorf Kronau von Emmering, 24,2 km und 76,5 km². Entfließt unter dem Oberlaufnamen Spiegelbächl auf etwa 577 m ü. NHN dem kleineren Kitzelsee beim Weiler Oberseeon von Moosach nahe dem größeren Steinsee. Die Moosach erreicht an ihrem Zulauf fast das aufwärtige Einzugsgebiet der Attel und übertrifft sogar deren Länge bis dorthin.
- Zimmerrainer Graben, von links und Nordwesten
- Dollbach, von rechts und Südwesten fast gegenüber dem vorigen
- Angelsbrucker Graben, von rechts gegenüber dem Emmeringer Weiler Angelsbruck
- (Abfluss des Weihers in Tuntenhausen-Dettendorf), von rechts

Hiernach kehrt sich die Attel auf Nord- bis Nordostlauf
- Dürrbachgraben, von rechts gegenüber dem Emmeringer Weiler Hofberg
- Pfaffenbächl, von links und zuletzt Westen etwas vor dem Emmeringer Dorf Bruckhof
- Schlachtgraben, von rechts
- (Zufluss aus Richtung der Frauenneuhartinger Einöde Großaschau), von links zwischen der Emmeringer Einöde Boign und der Pfaffinger Einöde Boing
- Zellbach oder auch Rettenbach, von links und Norden auf etwa 468 m ü. NHN bei der Einöde Lettenberg von Frauenneuharting, 8,0 km[11] und 36,3 km².[12] Entsteht auf etwa 493 m ü. NHN westlich des Steinhöringer Kirchdorfes Tulling.
- Dobelgraben, von links bei Hintergraben in der Gemeinde Pfaffing. Hier fließt die Attel nach ihrem Bogen nach Norden schon wieder nach Südosten.
- Ebrach (größter Nebenfluss der Attel) von links und Norden auf etwa 431 m ü. NHN beim Weiler Elend von Wasserburg am Inn. Entsteht auf etwa 560 m ü. NHN als Moosbach zwischen der Stadt Ebersberg und ihrem Dorf Vorderegglburg im Westen.

Mündung der Attel von links und zuletzt Westen auf etwa 431 m ü. NHN zu Füßen des Kirchdorfs Attel von Wasserburg am Inn in den Inn. Die Attel ist hier, von der Quelle des Wieshamer Baches an gerechnet, 39,6 km lang und hat hier ein Einzugsgebiet von 330,7 km² hinter sich. Sie führt hier im Mittel rund 5,1 m³/s Wasser.